# Norman, Arkansas
Norman là một thị trấn thuộc quận Montgomery, tiểu bang Arkansas, Hoa Kỳ. Năm 2010, dân số của thị trấn này là 378 người.

## Dân số
- Dân số năm 2000: 423 người.
- Dân số năm 2010: 378 người.